# Bér
Bér è un comune dell'Ungheria di 453 abitanti (dati 2001). È situato nella contea di Nógrád.